# 2005 EC318
2005 EC318 est un objet transneptunien de la famille des cubewanos.

## Caractéristiques
2005 EC318 mesure environ 231 kilomètres de diamètre.